# Nauvoo
Nauvoo es una ciudad situada en el condado de Hancock, Illinois, Estados Unidos. Tiene una población estimada, a mediados de 2022, de 927 habitantes.
La localidad atrae a un gran número de visitantes cada año en razón de su legado histórico-religioso, tanto para miembros de la Iglesia de Jesucristo de los Santos de los Últimos Días como para otros grupos derivados del movimiento de los Santos de los Últimos Días, así como por haber sido una de las notables comunidades utópicas icarianas estadounidenses.
Cuenta con la vinería más antigua del estado.

## Topónimo
El nombre de la localidad proviene supuestamente de un término hebreo que significa "lugar hermoso".

## Geografía
Está ubicada en las coordenadas 40°32′40″N 91°22′58″O / 40.54444, -91.38278. Según la Oficina del Censo de los Estados Unidos, tiene una superficie total de 12.50 km², de los cuales 8.77 km² corresponden a tierra firme y 3.73 km² están cubiertos de agua.

## Demografía
Según el censo de 2020, en ese momento había 950 personas residiendo en la localidad. La densidad de población era de 108.32 hab./km². El 90.9 % de los habitantes eran blancos, el 0.3 % eran afroamericanos, el 1.2 % eran amerindios, el 0.2 % eran asiáticos, el 0.1 % era isleño del Pacífico, el 1.3 % eran de otras razas y el 6.0 % eran de una mezcla de razas. Del total de la población, el 2.8 % eran hispanos o latinos de cualquier raza.

## Historia
El territorio que hoy ocupa Nauvoo fue arrebatado a las tribus de Illinois que habitaban en la región por las tribus de indígenas sauk y fox (meshwakis), que, forzados a abandonar sus territorios ubicados hacia el este (en lo que hoy es el estado de Nueva York), huyeron hacia el valle del Misisipi y comenzaron a asentarse en la zona. Uno de los asentamientos fundados por los sauk se instaló en la costa oeste del río Misisipi, frente a lo que hoy es la ciudad de Nauvoo, bajo el liderazgo del jefe Quashquema (literalmente, "pez que salta").
Los primeros exploradores y militares europeos fundaron los pueblos que serían los precursores de Nauvoo, llamados Venus y Commerce, en las décadas de 1820 y 1830.
Los mormones llegaron en 1839 liderados por su profeta Joseph Smith, que secó los pantanos, le dio a Nauvoo su nombre y construyó un pueblo que rivalizó con Chicago hasta que la persecución religiosa los obligó a huir hacia el oeste.
Los icarianos, un grupo formado principalmente por integrantes de la clase media francesa liderados por Étienne Cabet, intentaron establecer una comuna socialista utópica en Nauvoo, con variado éxito, en la década de 1850.
Posteriormente, inmigrantes de origen alemán consiguieron traer estabilidad y progreso a Nauvoo, tratando de preservar las viviendas construidas por los mormones y la cultura de la ciudad y construyendo la mayor parte de lo que hoy se conoce como el distrito comercial de la localidad.

## Clima
Hay tres estaciones de climatología cercanos a Nauvoo, el Fort Madison a 7,5 km de distancia a una altura equivalente a las planicies de Nauvoo, el cual registra temperaturas de -9 y 0 °C en el invierno y entre 20 y 30 °C en el verano. La estación de la represa de Keokuk Lock, situada a unos 18 km de Nauvoo y a una altura equivalente a las colinas de la localidad, registra temperaturas 0,5 °C más cálidas tanto en el invierno como en el verano, mientras que la estación climatológica ubicada en la falda de la montaña Mount Pleasant, a 26 km de Nauvoo, registra temperaturas 0,5 °C más frías que en Fort Madison, tanto en el invierno como el verano. En promedio, julio es el mes más cálido. La temperatura más caliente registrada fue de 40 °C en 1966 y la más fría fue de -31 °C en 1982. La mayor cantidad de precipitación ocurre en promedio durante el mes de mayo.
| Datos climatológicos de Nauvoo                                                       | Datos climatológicos de Nauvoo | Datos climatológicos de Nauvoo | Datos climatológicos de Nauvoo | Datos climatológicos de Nauvoo | Datos climatológicos de Nauvoo | Datos climatológicos de Nauvoo | Datos climatológicos de Nauvoo | Datos climatológicos de Nauvoo | Datos climatológicos de Nauvoo | Datos climatológicos de Nauvoo | Datos climatológicos de Nauvoo | Datos climatológicos de Nauvoo | Datos climatológicos de Nauvoo | Datos climatológicos de Nauvoo |
| Temperatura                                                                          | Temperatura                    | Temperatura                    | Temperatura                    | Temperatura                    | Temperatura                    | Temperatura                    | Temperatura                    | Temperatura                    | Temperatura                    | Temperatura                    | Temperatura                    | Temperatura                    | Temperatura                    | Temperatura                    |
| Mes                                                                                  | Ene                            | Feb                            | Mar                            | Abr                            | May                            | Jun                            | Jul                            | Ago                            | Sep                            | Oct                            | Nov                            | Dic                            |                                | Media                          |
| ------------------------------------------------------------------------------------ | ------------------------------ | ------------------------------ | ------------------------------ | ------------------------------ | ------------------------------ | ------------------------------ | ------------------------------ | ------------------------------ | ------------------------------ | ------------------------------ | ------------------------------ | ------------------------------ | ------------------------------ | ------------------------------ |
| Altas máximas°C                                                                      | 19                             | 22                             | 27                             | 32                             | 34                             | 40                             | 40                             | 40                             | 37                             | 33                             | 27                             | 21                             |                                |                                |
| Altas media°C                                                                        | 2                              | 3                              | 9                              | 17                             | 23                             | 28                             | 30                             | 29                             | 25                             | 18                             | 9                              | 2                              |                                | 17                             |
| Media°C                                                                              | -4                             | -1                             | 5                              | 12                             | 18                             | 23                             | 26                             | 24                             | 20                             | 13                             | 6                              | -2                             |                                | 12                             |
| Bajas media °C                                                                       | -9                             | -6                             | 1                              | 7                              | 13                             | 18                             | 21                             | 20                             | 15                             | 8                              | 1                              | -6                             |                                | 7                              |
| Bajas mínimas °C                                                                     | -31                            | -29                            | -24                            | -12                            | -6                             | 5                              | 8                              | 6                              | -1                             | -9                             | -21                            | -28                            |                                |                                |
| Precipitaciones y horas de sol                                                       |                                |                                |                                |                                |                                |                                |                                |                                |                                |                                |                                |                                |                                |                                |
| Mes                                                                                  | Ene                            | Feb                            | Mar                            | Abr                            | May                            | Jun                            | Jul                            | Ago                            | Sep                            | Oct                            | Nov                            | Dic                            |                                | Total                          |
| Precipitación en mm incluyendo nevadas                                               | 33,5                           | 39,9                           | 77,0                           | 92,7                           | 125,0                          | 108,2                          | 112,8                          | 90,4                           | 96,8                           | 70,4                           | 75,2                           | 57,2                           |                                | 970                            |
| Datos del Illinois Department of Commerce and Economic Opportunity Nauvoo (Hancock). |                                |                                |                                |                                |                                |                                |                                |                                |                                |                                |                                |                                |                                |                                |